# Bumibol Aduljadedž
Bumibol Aduljadedž (tajsko พระบาทสมเด็จพระมหาภูมิพลอดุลยเดชมหาราช บรมนาถบพิตร), tajski kralj, * 5. december 1927, Cambridge, Massachusetts, Združene države Amerike, † 13. oktober 2016, Bangkok
Bumibol Aduljadedž je bil drugi sin princa Mahidola Aduljadedža in princese Srinagarindra. Na prestol je prišel 9. junija 1946 po smrti svojega smrti brata. Leta 1950 se je poročil s kraljico Sirikit. Z njo je imel enega sina in tri hčere.

## Otroštvo
Rodil se je 5. decembra 1927 v Cambridgeu v ameriški zvezni državi Massachusetts. Kralj je postal 9. junija 1946 po skrivnostni smrti brata, kralja Anande Mahidola, ki je bil ustreljen v kraljevi palači v Bangkoku. Kronali so ga sicer šele štiri leta kasneje po zaključku šolanja v Švici.

## Nazivi
- 10. julij 1935 – 9. junij 1946: Njegova visokost, princ Tajski
- 9. junij 1946 – 13. oktober 2016: Njegovo veličanstvo, kralj Tajski